# 더라미
더라미(The Lamy)는 대한한국의 화장품 및 철스크랩 기업이다. 대주주가 바이오스마트이다.

## 역사
1985년 12월 16일 설립되었으며, 1997년 7월 4일 코스닥 시장에 상장하였다. 휴먼엔에서 현재의 사명으로 변경하였다. 2021년 수익형 부동산을 양수해 리조트 사업을 운영하기 시작하였고 2023년 라미화장품을 흡수합병하여 화장품 사업에 진출하였다.
주식거래가 정지되었다가 2024년에 다시 재개되었다.

## 재무
- 총 매출: 698억 원(2024)
- 영업이익: 16억 원(2024)
- 순이익: 25억 원(2024)

## 참고문헌
1. ↑  박혜린 바이오스마트 회장, 비지니스포스트, 2024-09-30
2. ↑  김세움, 더라미, 2년 7개월 만에 거래 재개...본업 철스크랩은 낙제점, 페로타임즈, 2024.10.24
3. ↑  더라미, 2년 반만에 거래재개 ‘-20%’, 에너지경제신문, 2024.10.22

## 같이 보기
- 바이오스마트
- 옴니시스템